# ろくむし
ろくむし（6虫）は、クリケットを原型とする、子供の遊びの一つである。守備側が投げるボールを避けながら、2つの塁の間を6往復する遊び。

## 発生
誰がどこで始めたか、いつ頃始まったのか、詳しいことは不明である。
発生の基盤としては、軟式テニスが日本で広まりテニスボール（ゴムボール）が普及していたことと、そのゴムボールを使用した野球の遊びがあるのは間違いない。野球人気を背景にした昭和期の庶民文化から生まれた子供の遊びである。
「ろくむし」の名前の由来も不明で、地域によっては「ろっくん」「ろくむ」「ハサミッち」「にむし」などと呼ばれることもある。1往復のことを「いちむし」、2往復のことを「にむし」という単位で数える事は多くの地域で共通している。

## ルール
※地域や集団、時期によってルールには差異がある。本稿はその中の一例である。
文中、カッコ内に差異ルールの一つを示しておいた。

### 準備
人数不定である。ゲームが成立しうる最少人数は3人だが、少なくとも5、6人はいることが望ましい。多すぎても進行に困難をきたす。
用具ボール1個（軟らかいゴムボールが望ましい＝一般的である）。
グラウンド野球の塁に相当する、ある程度の大きさを持った目印が2箇所（～4箇所）必要である（以下、本稿でもこれらを塁と呼ぶ）。塁間の距離について規定はないが、キャッチボールが成り立つ程度であることが要求される（10メートル前後がよく見られる）。道路上で行われる場合は、適切な距離をもった2つのマンホールを用いることが多い。

### 進行
まず参加者を攻撃側と守備側に分ける。必ずしも半々とは限らず、人数によっては守備側を少なくする場合がある。守備側には少なくとも2人が必要である。

#### スタート
守備側の代表者1人がピッチャーとして、ボールを持って塁間に立つ。別の1人がキャッチャーとして、一方の塁の後ろで立ちながら構える。他に守備側のメンバーがいれば、捕球しやすいよう適切に配置する。（キャッチャーを配置せず、打者に打つ気がなければ、投球をそのまま捕球して相手投手に投げ返すルールもある）
対する攻撃側は、代表者1人がバッターとして、キャッチャーのいる塁の近くに立つ。他の攻撃側メンバーはその近くで、すぐに走り出せるよう待機する。
ピッチャーは塁へ向かいボールを下手で投げ、バッターはこれを平手（あるいは拳）で打ち返す。バッターが空振りした場合および、投球が塁上をノーバウンドで通過した場合はストライクであり、これが3つ重なれば（あるいは1つで）バッターはアウトとなってゲームから抜け、まだアウトになっていないほかの攻撃側メンバーが新たなバッターとして投球を打つ。塁上をノーバウンドで通過しない投球は打つ義務がないが、これら（野球でいうボールおよび死球）は特にカウントされない。（ルール次第では、あまり投手が策を弄して「ボール」ばかり投げると全員から非難を受けるため、適当な球を投げざるを得なくなる。）打球がバッターのいる塁より後方に落ちた場合はファウルであり、ストライクと合わせて3つ重なれば（あるいは1つで）アウトとなる（グラウンドの形状によっては、ファウルとなる範囲が変わる場合もある）。
打球が前方に飛んだ場合、バッターを含め攻撃側の全員が前方の塁へ向けて走り出す（あるいは、走るのは打者だけで、一人ずつ順番に並んで打つ。塁上の走者は打球によって進塁できる）。守備側の誰かが打球をノーバウンド（またはワンバウンド）で捕球すればバッターはアウトとなり、別のバッターを立てて投球からやり直す。（ワンバウンド・アウトのルールの場合は、野球と類似してノーバウンド捕球された打球に反応して塁を離れた走者はアウトとなる）

#### 主部
攻撃側のメンバー（以下本節ではこれをランナーと呼ぶ）は、塁に触れていないとき以下のいずれかの状態になればアウトとなり、ゲームから抜ける。
- 走者の体もしくは衣服や靴にボールが触れた場合。
- ボールを手に持った守備側メンバーに、その手もしくはボールでタッチされた場合。
- 守備側メンバーによって投げつけられたボールが走者に命中した場合。

塁上は安全地帯であり、この場所においては（後述の例外を除き）アウトを免れることができる。野球とは違い、ひとつの塁に何人でも立つことができ、他のランナーを追い越してもかまわない。
ランナー全員が塁上にいてゲームの進行が止まったら、守備側のうち2人がそれぞれの塁の近くに立って（あるいは、本塁に最も近い走者のいる塁と、その塁よりも本塁を含む本塁に近い塁に立って）キャッチボールを行う。ランナーはこの間にいつでも、危険を冒して他方の塁へ進むことを試みてよい。ただし、一度塁を離れたら、他方の塁に触れない限り元の塁に戻ることは許されない（あるいは、次塁への進塁が義務付けられる）。また、守備側のキャッチボール10球（＝5往復）以内（あるいは6往復＝つまり6ムシにちなむ＝）に誰も進塁を試みない場合、守備側は塁上にとどまっているランナーを前述の手段によりアウトとすることができる（10球目＜もしくは6球目＞が捕球された時点で、塁上にとどまっているランナー全員が無条件でアウトとなるルールもある）。このカウントは個々のランナーではなく、攻撃側全体について行われる。すなわち、ランナーの誰か1人でも進塁を試みれば、その時点でカウントはリセットされ、次のキャッチボールは再び1球目からとなる。
以下これを繰り返し、ランナー全員をアウトにすれば守備側の勝利、ランナーが（バッティングを行った塁を起点として）1人でも塁間を6往復すれば攻撃側の勝利である。各ランナーは自分の往復数を記憶し、5往復時にはごむし、5往復半でごむはん（ごむしはん）、6往復を達成したらろくむしと宣言しなくてはならない（4往復半までは宣言の必要があるルールとないルールがある。）。

#### 詳細
キャッチボールの間、進塁を試みた走者は、キャッチボールの間、どこにいてもかまわない。ただし次の塁へしか進めない（ほとんどの場合、その塁はキャッチボールをしている守備側の子がいるので容易に近づけない）。守備側は、塁を離れた子を追いかけるか、守備側の他の子にボールをパスして、その子をアウトにすることを試みることができる。もちろん、その間に、塁上の攻撃側の子はほとんどいっせいに次の塁を目指す。次の塁に誰かが進めば、本塁を含む本塁に近い塁とその塁との間で再びキャッチボールが行われる。立ち遅れた前の塁にいる子もこの間、次塁に進んでくることもできる。だれかが本塁に戻り、停止すると（駆け抜けても良い。またすでに一度打者になったことのある子は、他の打者の打球によって駆け出しても良い）、その子は打者となり、守備側は守備位置につかなければならない。離塁していた子と走者に気遣いながら打者に応対する。このような展開を避けるため、守備側はボールを隠し持って、離塁した子を追いかけることもできる。すなわち、複数ないし全員がスクラム状態を組んでボールを隠して誰か一人に手渡す。ボールはたいてい衣服の下に手で持って隠される。ボールを実際に持っていない子もあたかも持っているかのように擬態を示す。離塁のエリアは視認されるエリアならどこまででも逃げられる。ボールを持っている子が遠方に離塁した子を追いかけているのだと分かれば、塁上の走者は一斉に次の塁を目指すことになる。このため、離塁する子はたいてい3～4むし程度の中位の重要走者となる。5むし程度のより重要度の高い子が塁上にいれば、守備側は離塁した子を追いかけにくい。しかし、攻撃側の人数が少なくなっている場合、離塁した子を殺し、より重要度の高い子への攻撃（進塁防御）を集中させる作戦もある。（守備側にとってリスクが大きいながらピンチをしのぐ方法としては、遠方に離塁した子は追いかけてきた守備側の子が実際にボールの所持者かどうか確認する任務もあるため、わざと接近してくる場合がある。このとき、体を接触させながらボールの所在を悟られずにタッチして塁近くに駆け戻ってくるか返球する守備側の戦術がある）。
このようにして、ろくむしに近い子がマークされながらゲームが進行する。
ろくむしとなった瞬間は攻撃側が、ろくむしを誰も獲得できずに全滅した場合は守備側が、本塁のサークルの中に全員が戻り、新たな攻撃が始まる。打順は先着順、じゃんけん、その場の随意で決まる。

### 特殊ルール
以下のような特殊ルールがある。採用するか否かは事前の取り決めによる。
自爆攻撃側メンバーが故意にボールを捕球し、守備の行き届いていない方向へ放り投げることができる。これを行ったメンバーはアウトとなるが、その間に他のランナーが大きく進むチャンスを作ることができる。
ゾンビ（幽霊）アウトとなった攻撃側メンバーが、守備側の送球を妨害できる。1人につき1ゲーム1回までなどと制限の加わる場合もある。

## その他
- 東日本大震災から間もない2011年3月30日発売の『週刊少年マガジン』に掲載された漫画『あひるの空』で、番外編として「ろくむし」の遊び方が取り上げられた。
- パチスロ機の「ミリオンゴッド 〜神々の系譜〜」および同機以降のGODシリーズで、「ろくむし」にちなむ「664」の出目がリーチ目となっている。
- 日本スポーツ協会が2010年（平成22年）に作成した「アクティブ・チャイルド・プログラム」[注釈 1][2]で、遊びプログラムの「伝承遊び」のひとつとして「缶けり」や「手つなぎオニ」と共に「ろくむし」が紹介されている[3]。